# مظهر شاهين
مظهر شاهين هو داعية إسلامي مصري، ولد عام 1974م في مدينة طنطا، حصل على ماجستير في البلاغة القرآنية من جامعة الأزهر، كما أنه حصل على الدكتوراه من كلية الدراسات الإسلامية والعربية بجامعة الأزهر في القاهرة بدرجة امتياز، وهو الآن موالي للحكومة في مصر.، عٌرف مظهر شاهين بخطيب الثورة.ولديه ولد يسمى عمر.

## حياته الدعوية
عُين مظهر شاهين في وزارة الأوقاف المصرية، حتى أصبح إمام وخطيب مسجد عمر مكرم.

## النشاط الإعلامي
قدم مظهر شاهين برنامج بعنوان السهم على قناة الرحمة  وبرنامج التبيان على قناة الناس التي شغل بها لفترة منصب المدير التنفيذي عام 2007م، بالإضافة إلى برنامج بعنوان “ناس وناس” على قناة سي بي سي  وبرنامج الجانب الآخر على قناة أون تي في وبرنامج الطريق على قناة التحرير ومؤخرا برنامج الصديقان على قناة المحور وبرنامج مع الشعب على قناة صدى البلد.

## موقفه من الاحداث المصرية

### مظاهرات 25 يناير
في بداية أحداث ثورة 25 يناير كان مظهر شاهين معارضاً للثورة وداعماً لبقاء حكم مبارك وأطلق عليه وقتها أنه ولي أمر شرعي يحرم الخروج عليه ودعا الثوار للعودة إلى بيوتهم، إلا أنه تراجع عن ذلك.[بحاجة لمصدر]

### مظاهرات 30 يونيو
دعم الدكتور مظهر مظاهرات 30 يونيو  ثم بيان 3 يوليو الذي أطاح بحكم حزب الحرية والعدالة.